# Polygala stenopetala
Polygala stenopetala är en jungfrulinsväxtart. Polygala stenopetala ingår i släktet jungfrulinssläktet, och familjen jungfrulinsväxter.

## Underarter
Arten delas in i följande underarter:
- P. s. casuarina
- P. s. stenopetala